# John Finch, 1:e baron Finch

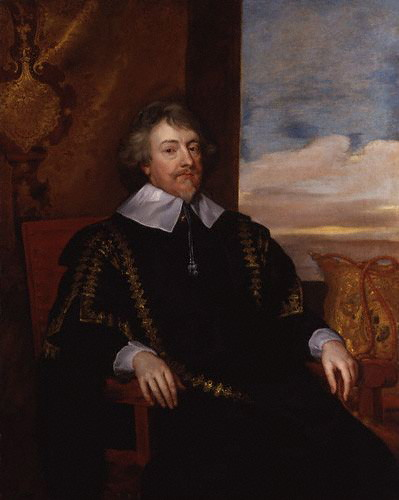
John Finch, 1:e baron Finch, målad av sir Anthony Van Dyck.

John Finch, 1:e baron Finch, född den 17 september 1584, död den 27 november 1660, var en engelsk ämbetsman, kusin till Heneage Finch.
Finch invaldes 1614 i underhuset och blev 1628 dess talman. Bekant är den scen vid upplösningen av parlamentet 1629, då Finch med våld hölls kvar i talmansstolen, medan sir John Eliot uppläste och förklarade för antagna de berömda resolutionerna mot olaga beskattning.
Finch blev 1635 kunglig överdomare och fällde som sådan en mängd ytterligt stränga domar i kungens intresse, varjämte han var nitiskt verksam i Stjärnkammaren. Genom sitt utlåtande 1637 åtog han sig huvudansvaret för "skeppspenningarnas" laglighet.
År 1640 utnämndes Finch till storsigillbevarare (lord keeper) och upphöjdes till peer (baron Finch). "Långa parlamentet" skyndade samma år att ställa honom under åtal, och han flydde då (i december) till Holland, varifrån han återkom först vid restaurationen 1660.